# Готфрид фон Шпитценберг
Готфрид I фон Шпитценберг (на немски: Gottfried I von Spitzenberg; на латински: Gottfridus I de Pisenberg; * 1132; † 8 юли 1190, Антиохия) е епископ на Регенсбург (1185 – 1186), епископ на Вюрцбург (1186 – 1190) и близък довереник на император Фридрих I Барбароса фон Хоенщауфен.

## Биография
Той е син на Рудолф I фон Зигмаринген-Шпитценберг († сл. 1147) и съпугата му Аделхайд († сл. 1147). Брат е на граф Лудвиг I фон Шпитценберг-Зигмаринген-Хелфенщайн († сл. 1200). Линията Зигмаринген-Шпитценберг се създава чрез женитбата на дядо му Лудвиг I Стари фон Зигмаринген († 1083/1092) и Рихинца, наследничка на Шпитценберг († сл. 1110), дъщеря на Бертхолд I фон Церинген († 1078) херцог на Каринтия от 1061 до 1077 г. и маркграф на Верона.
Готфрид следва право в Болоня и теология в Париж. През 1172 г. става домхер във Вюрцбург и императорски дворцов канцлер при Барбароса. Той е приор на „Св. Мария“ в Аахен (1180 – 1185). На 18 юни 1185 г. е избран за епископ на Регенсбург. През 1186 г. е избран за епископ на Вюрцбург и напуска императорската служба.
Готфрид се включва във войската на третия кръстоносен поход през Балкана. Той умира от епидемия на 8 юли 1190 г. в Антиохия на Оронтес, Турция.
Преди смъртта си Готфрид нарежда да занесат дясната му ръка във Вюрцбург. Ръката му е загубена по пътя и днес се намира само гробната му плоча в катедралата на Вюрцбург. Това е най-старата запазена плоча в катедралата.